# أنطونيو داماسيو
أنطونيو داماسيو (بالبرتغالية: António Damásio)(وُلد في 25 فبراير 1944) هو عالم أعصاب برتغالي. يشغل حاليًا كرسي ديفيد دورنسيف في علم الأعصاب، ويعمل أستاذًا في علم النفس والفلسفة وعلم الأعصاب في جامعة جنوب كاليفورنيا، بالإضافة إلى كونه أستاذًا مساعدًا في معهد سالك للأبحاث. شغل سابقًا منصب رئيس قسم الأعصاب في جامعة آيوا لمدة عشرين عامًا.
يرأس داماسيو معهد الدماغ والإبداع، وقد ألّف عددًا من الكتب، أبرزها "نشوء الذات: بناء الدماغ الواعي" الصادر عام 2010، والذي يبحث في العلاقة بين الدماغ والوعي.
أظهرت أبحاث داماسيو في علم الأعصاب أن العواطف تلعب دورًا محوريًا في الإدراك الاجتماعي واتخاذ القرار، وهو ما ساهم في تغيير الفهم التقليدي للعلاقة بين العقل والانفعالات.

## روابط خارجية
- أنطونيو داماسيو على موقع ميوزك برينز (الإنجليزية)